# Takeshi Ushizawa
Takeshi Ushizawa (japanisch 牛澤 健 Ushizawa Takeshi; * 11. April 2001 in der Präfektur Aichi) ist ein japanischer Fußballspieler.

## Karriere
Takeshi Ushizawa erlernte das Fußballspielen in der Jugendmannschaft von Nagoya Grampus sowie in der Universitätsmannschaft der Chūō-Universität. Seinen ersten Profivertrag unterschrieb er am 1. Februar 2024 bei Mito Hollyhock. Der Verein aus Mito spielt in der zweiten Liga, der J2 League. Sein Zweitligadebüt gab Takeshi Ushizawa am 2. März 2024 (2. Spieltag) im Heimspiel gegen Ventforet Kofu. Bei der 1:2-Niederlage stand er in der Startelf und spielte die kompletten 90 Minuten. In seiner ersten Profispielzeit bestritt er 32 Zweitligaspiele.